# 使徒書
使徒書（しとしょ）は、日本のキリスト教において、大きく分けて2つ、厳密には3つの語義を持つ用語である。
1. 『新約聖書』のうち、『福音書』を除く書物の総称
2. 「1.」のうち、特に『書簡（使徒書簡）』を指す言葉
3. 『新約聖書』中の1つ『使徒言行録』の別名[1]→「使徒言行録」を参照

当記事では、語源を同じくする 1. と 2. について記す。

## 使徒にまつわる書物全般として
1. の語義では、『使徒言行録』、『書簡（使徒書簡）』、『ヨハネの黙示録』が、このカテゴリーに含まれる。
『新約聖書』を大きく2つに分けて、イエス・キリストの生涯を記した伝記・語録である『福音書』と対になる言葉で、キリストの昇天と聖霊降臨ののち、使徒（イエスの弟子）たちの働きと考えを記した書物群という意味である。
カトリック教会、聖公会と、ルーテル教会など比較的伝統的・あるいはエキュメニカルなプロテスタント諸教派で用いられる言葉である。
ミサ・聖餐式やその他の礼拝において、おもに第1朗読では『旧約聖書』、第2朗読ではこの語義での『使徒書』が朗読され、その後『福音書』が朗読される。あるいは、この語義での『使徒書』と『福音書』の2つを朗読する場合もある。多くの場合、朗読箇所は聖書日課に従う。

## 『使徒書簡』を指す言葉として
2. の語義は、より本来的な言葉である。原語である古代ギリシア語: ἐπιστολή は「書簡」という意味であり、そこから派生した欧州の言語（英語: Epistle/複数形：Epistles, ラテン語: Epistula/複数形：Epistularum, 現代ギリシア語: Επιστολή/複数形：Επιστολές）でも、おもに『書簡（使徒書簡）』のことを指す言葉である。これが定義拡張されて 1. の語義となった。そのため、 1. の語義を的確に表す欧州言語は無い。